# Parque nacional de Tai
El Parque Nacional de Tai (Parc National de Taï), en el suroeste de Costa de Marfil, cerca de la frontera con Guinea y Liberia, cubre 3500 km² alrededor del monte Nienokoue, en los departamentos de Guiglo (Moyen-Cavally) y Sassandra (Bas-Sassandra). Fue creado el 28 de agosto de 1972. Sus coordenadas son 5°45′N 7°7′O / 5.750, -7.117.
Es una de las últimas selvas primarias intactas de África, dentro de la selva guineana occidental de tierras bajas. Limita al norte con la Reserva del N'Zo, de 700 km², y está poblada por elefantes, búfalos, monos, duíqueros y cefalofos, cebras, hipopótamos y leopardos, entre otras especies.
Es un espacio vital para varias especies en peligro de extinción en África occidental: el hipopótamo pigmeo (Hexaprotodon liberiensis), el cefalofo de Jentink (Cephalophus jentinki), el mangabey gris (Cercocebus atys), el chimpancé (Pan troglodytes), el bonobo (Pan paniscus), etc.
También alberga numerosas especies vegetales y es un importante centro de investigaciones científicas y farmacéuticas.
En 1977 fue declarado Reserva de la biosfera por la Unesco, y desde 1982 es Patrimonio de la Humanidad.